# キミに決定!
「キミに決定!」（キミにけってい）は、1981年（昭和56年）7月1日にリリースされた田原俊彦の5作目のシングル。

## ディスクジャケット
夏の海辺のナンパをモチーフにした楽曲であるため、ジャケット写真の田原も黄色いストライプのTシャツを着ている。

## テレビ番組での披露
コンサートやテレビ番組では、イントロ中にスケートボードに乗った田原が袖から現れ、ステージ中央で飛び降りる演出が敢行された。

## 収録曲
| 全作詞・作曲: 宮下智、全編曲: 船山基紀。 |                 |        |            |      |
| #                                        | タイトル        | 作詞   | 作曲・編曲 | 時間 |
| 1.                                       | 「キミに決定!」 | 宮下智 | 宮下智     | 2:26 |
| 2.                                       | 「愛の神話」    | 宮下智 | 宮下智     | 3:01 |
| 合計時間:                                | 合計時間:       | 5:27   |            |      |

## 参考資料
- アルバム『田原俊彦A面コレクション』（ポニーキャニオン、1986年）
- アルバム『BEST OF TOSHIHIKO TAHARA』（ポニーキャニオン、1998年）